# Rimkai (Jonava)

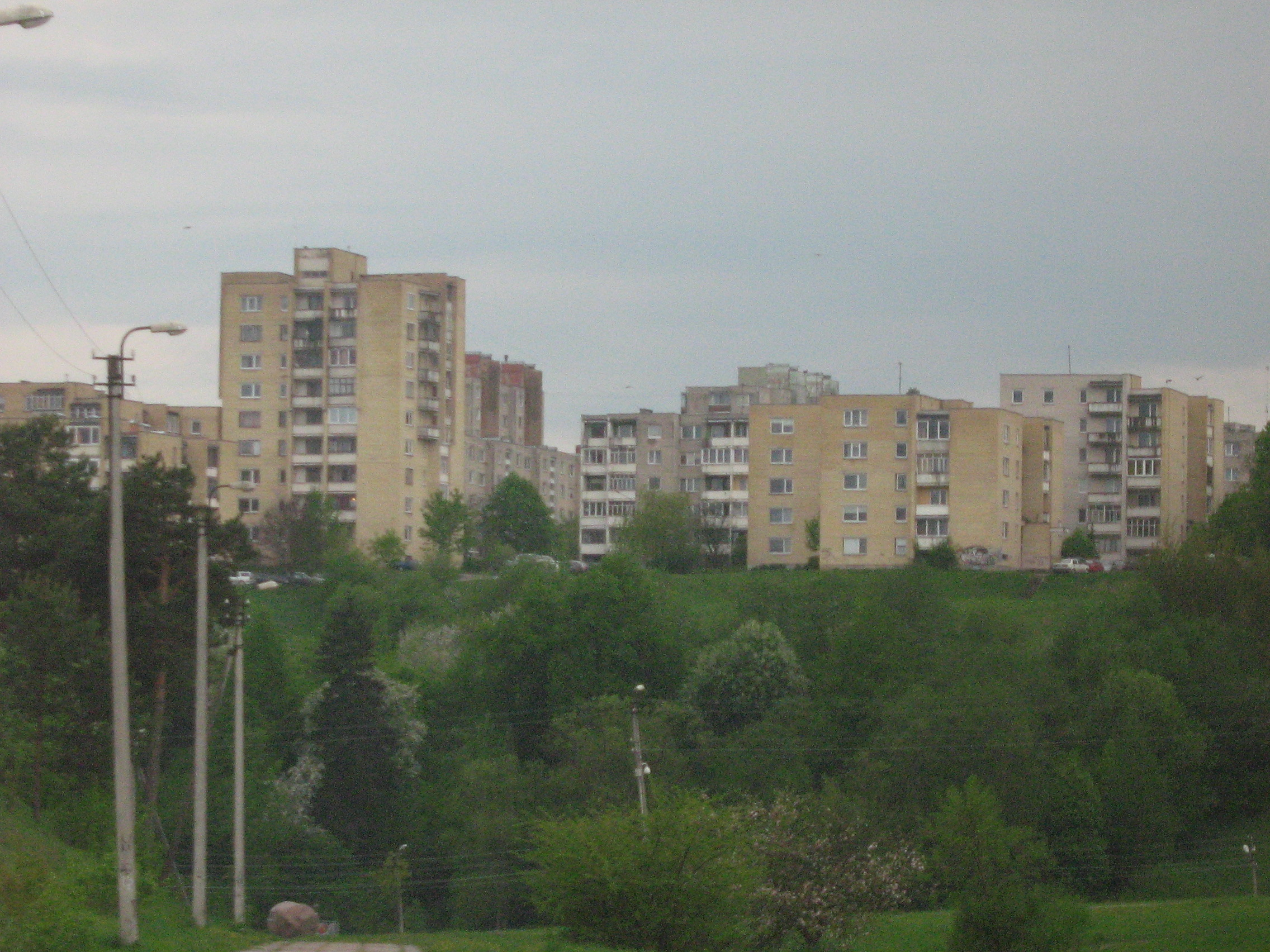
Rimkai vom Joninės-Tal

Rimkai – ist der höchste Stadtteil von Jonava in der Rajongemeinde Jonava, im Bezirk Kaunas (in Litauen), westlich vom Stadtzentrum, am geomorphologischen Schutzgebiet Kulva. Die Hauptstraßen im Mikrorajon sind Petro Vaičiūno-, Chemikų-, Abraomo Kulviečio-, Žemaitės- und ein Teil von Vasario 16-osios-Straße.

## Geschichte

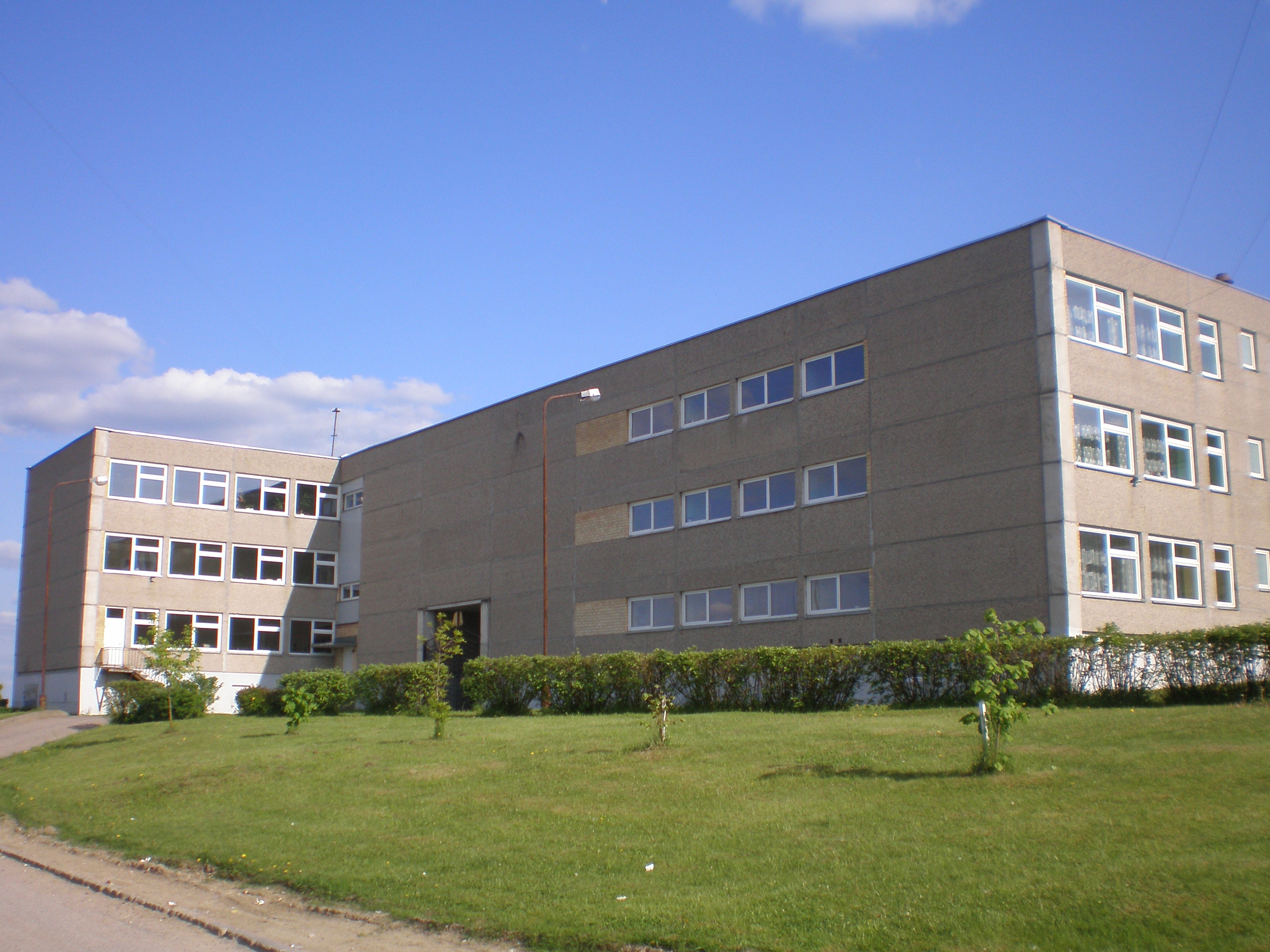
Raimundas-Samulevičius-Hauptschule

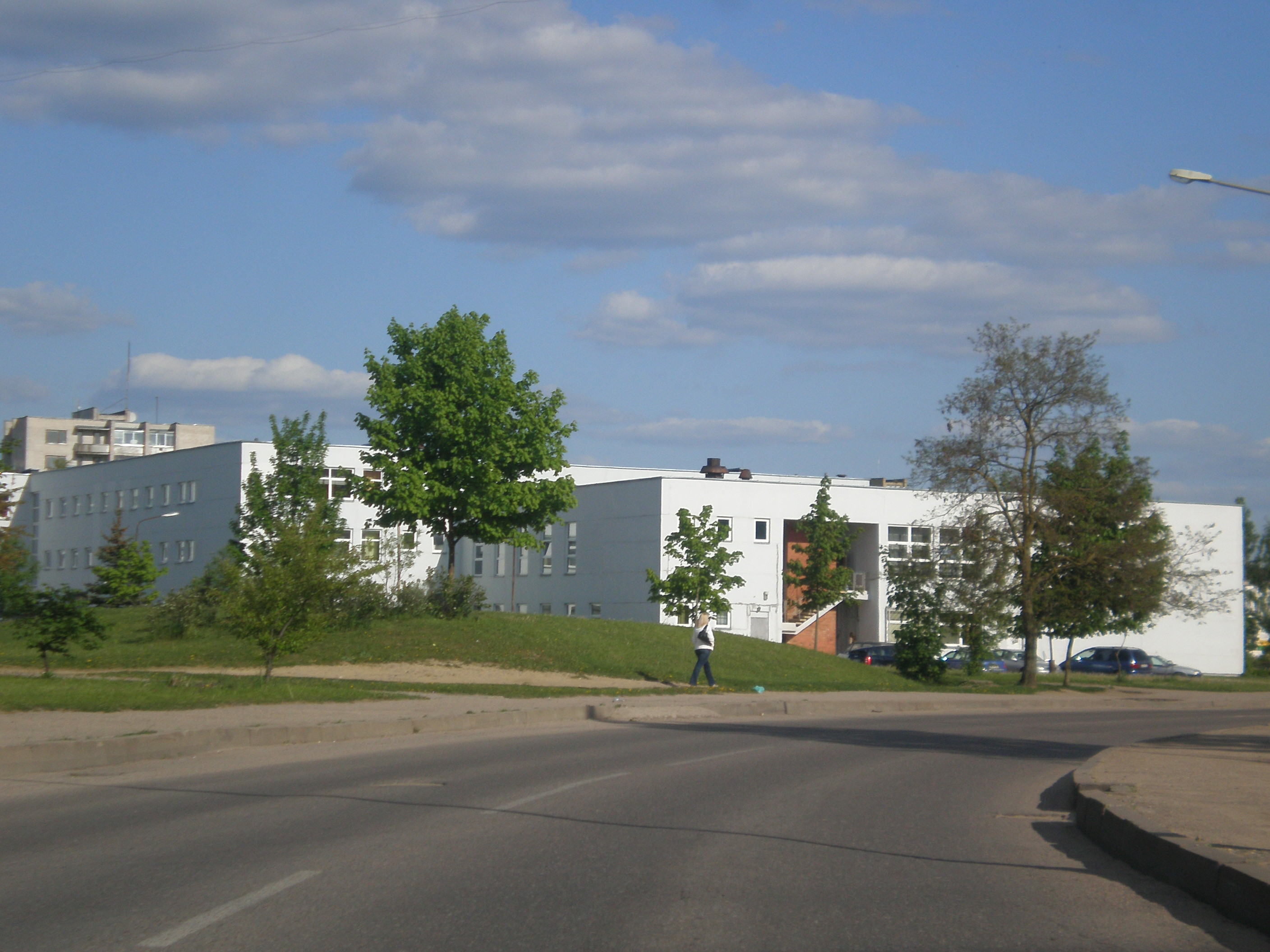
Justinas-Vareikis-Hauptschule

Das Rajon Rimkai war früher der östliche Teil des Dorfs Rimkai im Amtsbezirk Kulva.
1775  war der Ort als „Berže alias Rymki“ (Tarifa Podymn.) bekannt. 1784 wurde das Dorf als „Rynki alias Borže“ erwähnt. In der Landkarte von 1843 gab es einen Ort „Rimki“ und 1883 „Rymki“ (RTž), 1900  „Rimkiai“, 1915  „Rymki“ (WR). Seit 1933 heißt der Ort Rimkai.
Das Mikrorajon entstand in der Sowjetzeit. Damals gab es einen Wohnraumbedarf für die mehreren Mitarbeiter des  Chemiebetriebs G/S Azotas. Viele waren Russen und kamen aus Sowjetrussland. So entstand beispielsweise die Chemiker-Str. (Chemikų gatvė). 
1981 wurde die 5. Mittelschule (mit 891 Schülern und 46 Lehrern) geöffnet. So  1988 öffnete man die 6. Mittelschule (mit 727 Schülern und 44 Lehrern). 1997 bekam die 6. Mittelschule Jonava den Namen von Raimundas Samulevičius und die 5. Mittelschule den Namen von Justinas Vareikis. 2001 wurden beide Mittelschulen zu den Hauptschulen reorganisiert. Die Schüler aus Rimkai erreichen jetzt die Abitur in zwei Gymnasien der Stadt. 
2008 wurde die St.-Johannes-Pfarrgemeinde gegründet und dann die St.-Johannes-Kapelle eingerichtet. Für den Bau einer neuen St.-Johannes-Kirche wurde ein Gremium aus katholischen Einwohnern und Politikern der Rajongemeinde gebildet.
2009 wurde das Jugendzentrum Jonava  in Rimkai gegründet.
Der Rimkų-Wahlbezirk Nr. 1 (Rimkų rinkimų apylinkė Nr. 1) hat 2637 Wahlberechtigte (2012).

## Einrichtungen
In Rimkai befindet sich das lokale Arbeitsamt als eine Unterabteilung Jonava der territorialen Arbeitsbörse Kaunas. Im Stadtteil gibt es insgesamt drei Schulen, zwei davon als Mittelschulen im damaligen Sowjetlitauen gebaut (später wurden sie zu den Hauptschulen reorganisiert). Dazu gehören das Justinas-Vareikis-Progymnasium (1–10 Klassen) und das Raimundas-Samulevičius-Progymnasium sowie die Rimkai-Grundschule Jonava (1–4 Klassen). 
Es gibt den „Gandriukas“-Kindergarten, Filiale der Bibliothek Jonava, zwei Gesundheitszentren (Filiale von VšĮ "Jonavos pirminės sveikatos priežiūros centras" und UAB „Rimkų sveikatos centras“), ein Handelszentrum „Dobilas“, ein modernes Bestattungshaus. 

## Transport

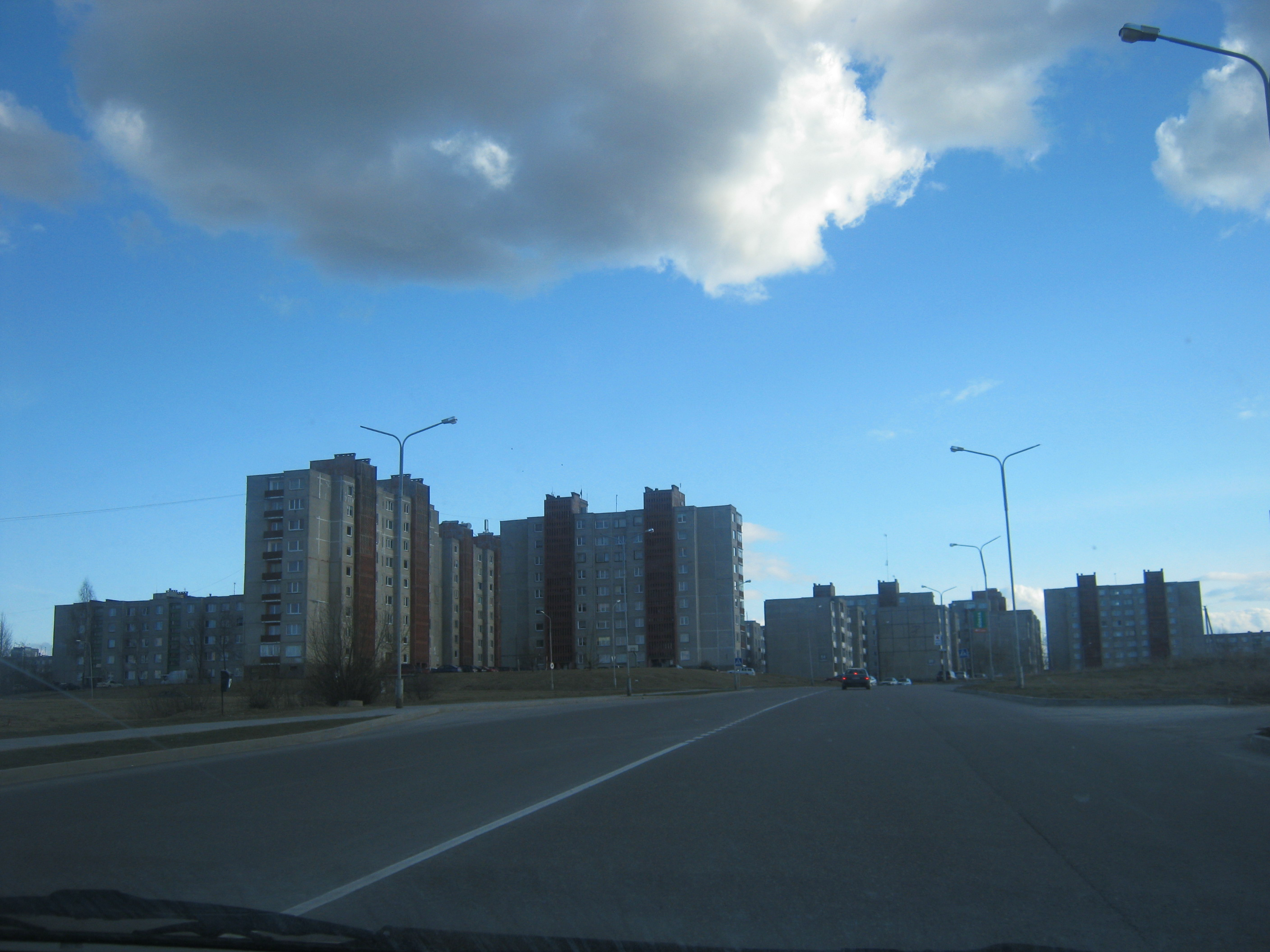
Petras-Vaičiūnas-Straße

Es gibt lokale Bus-Verbindungen des Gemeinde-Transportunternehmens UAB „Jonavos autobusai“: 
- Nr. 1 (Lietava – Rimkai – AB "Jonavos grūdai" - Autobusų Stotis)
- Nr. 3 (Autobusų Stotis – Senelių Pensionatas – Rimkai)
- Nr. 5 (Biblioteka – Rimkai – AB "Jonavos grūdai")
- Nr. 8A (Centras – Rimkai – Rasa – AB Achema)[3].

## Personen
- Gintas Jasiulionis (* 1970), Politiker und Beamter, Leiter des Amtsbezirks Rukla, ehemaliges Rajongemeinde-Ratsmitglied
- Dainius Kreivys (* 1970), Politiker, Seimas-Mitglied und ehemaliger Wirtschaftsminister
- Mindaugas Sinkevičius (* 1984), Politiker, Wirtschaftsminister und ehemaliger Bürgermeister von Jonava
- Rimantas Sinkevičius (* 1952), Politiker, Seimas-Mitglied, ehemaliger Verkehrsminister
- Valdas Skarbalius (* 1983), Politiker, ehemaliges Seimas-Mitglied

## Galerie

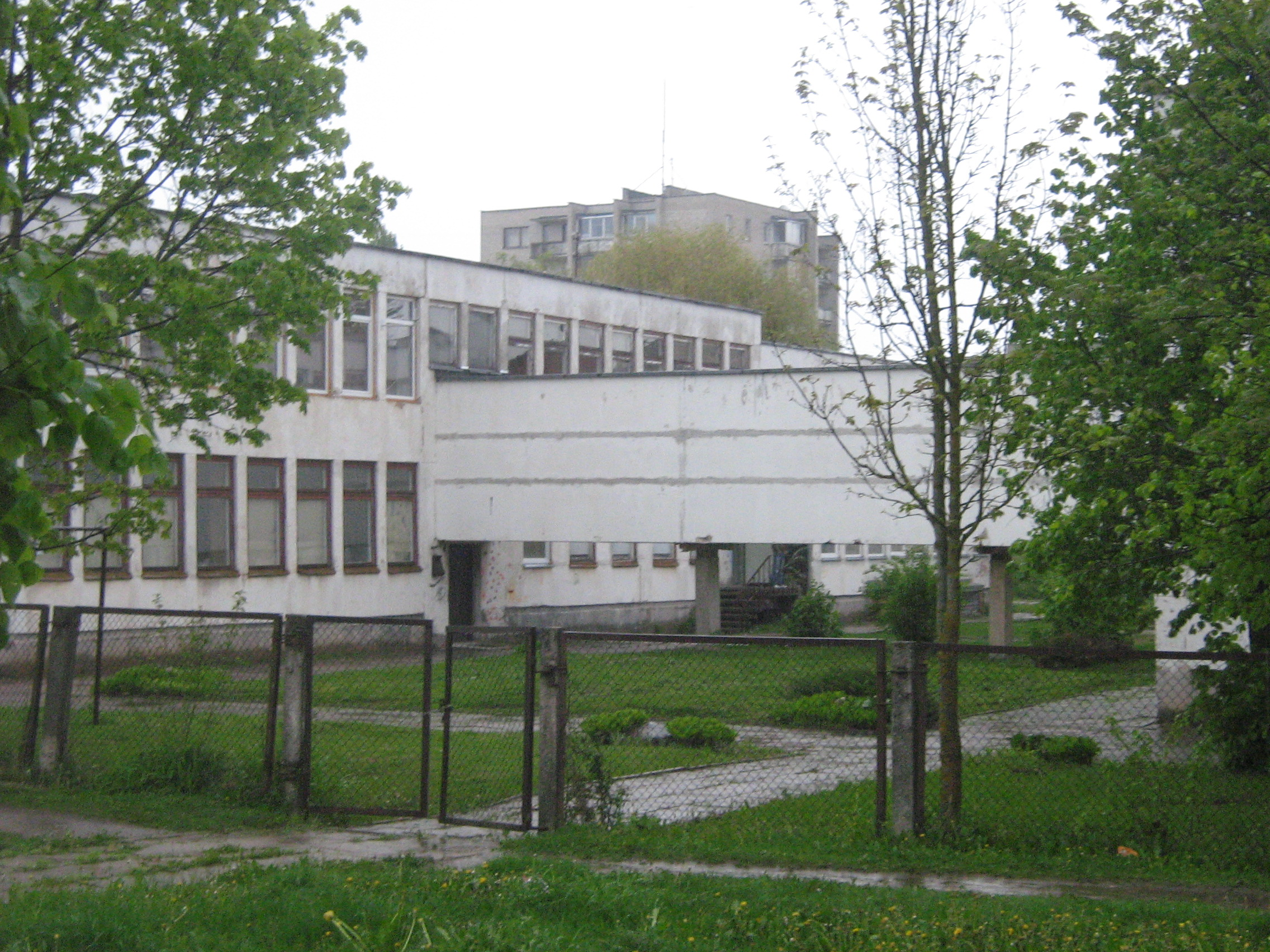
Kindergarten „Gandriukas“
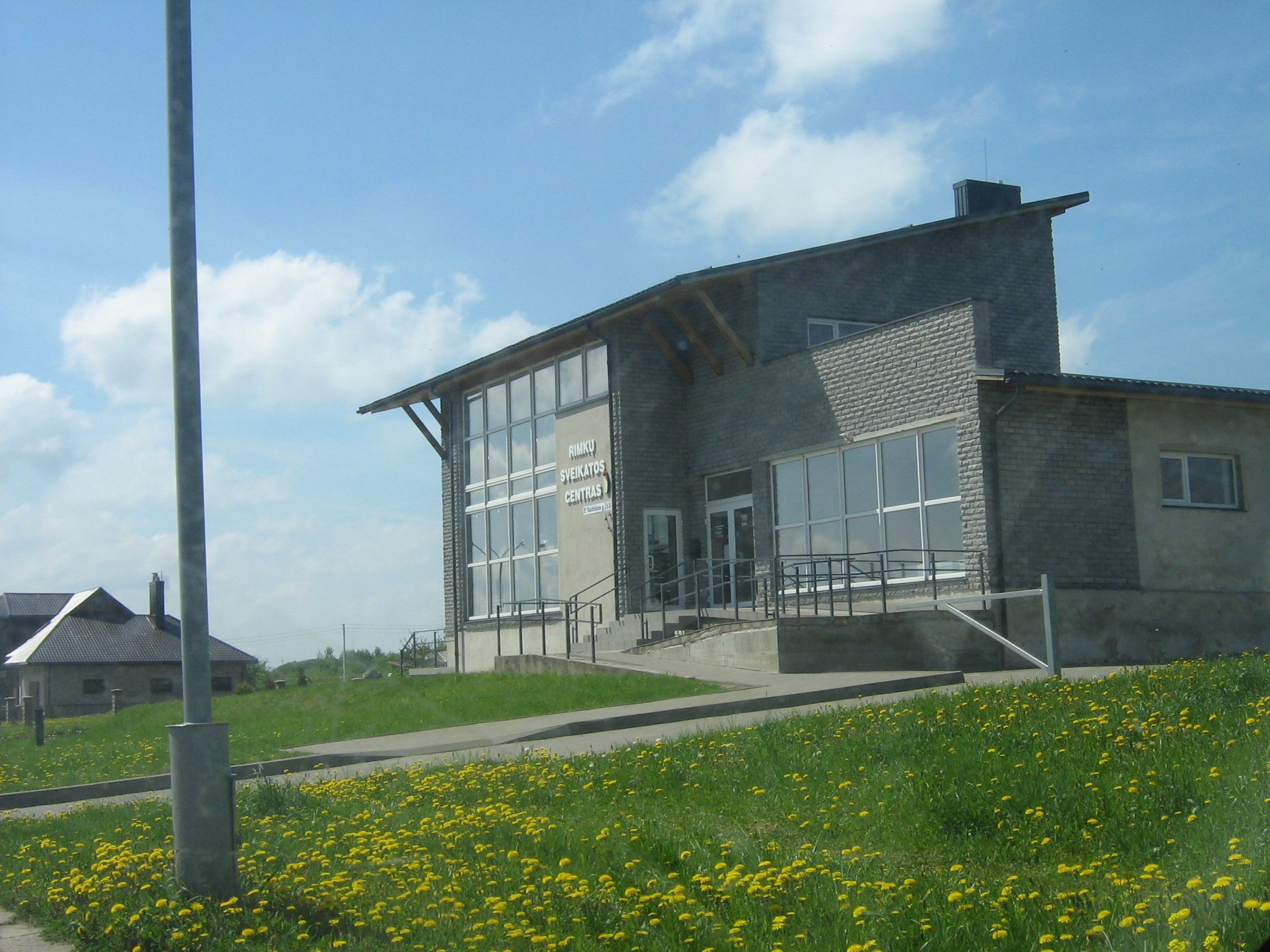
Gesundheitszentrum UAB „Rimkų sveikatos centras“
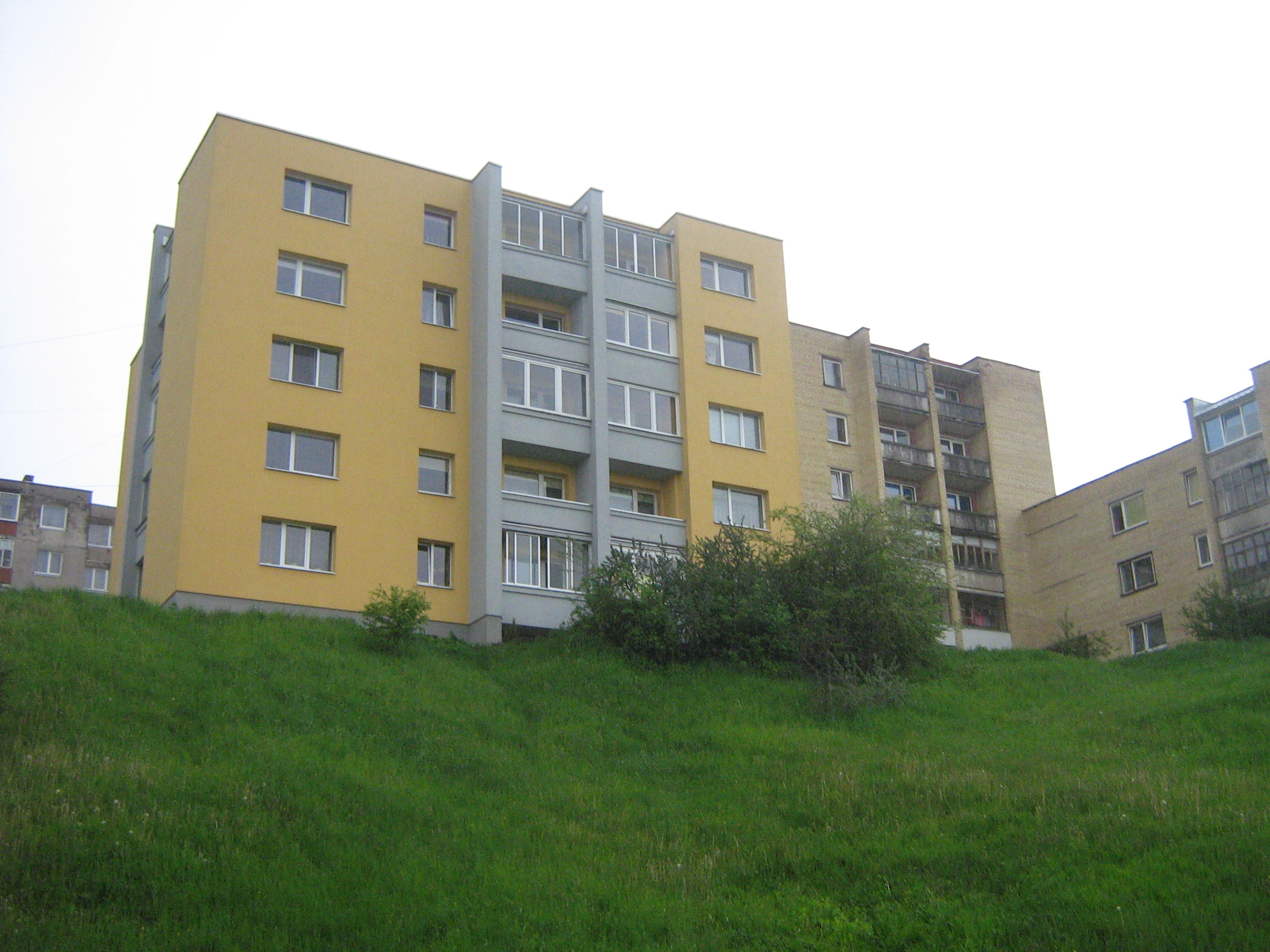
Renoviertes Haus
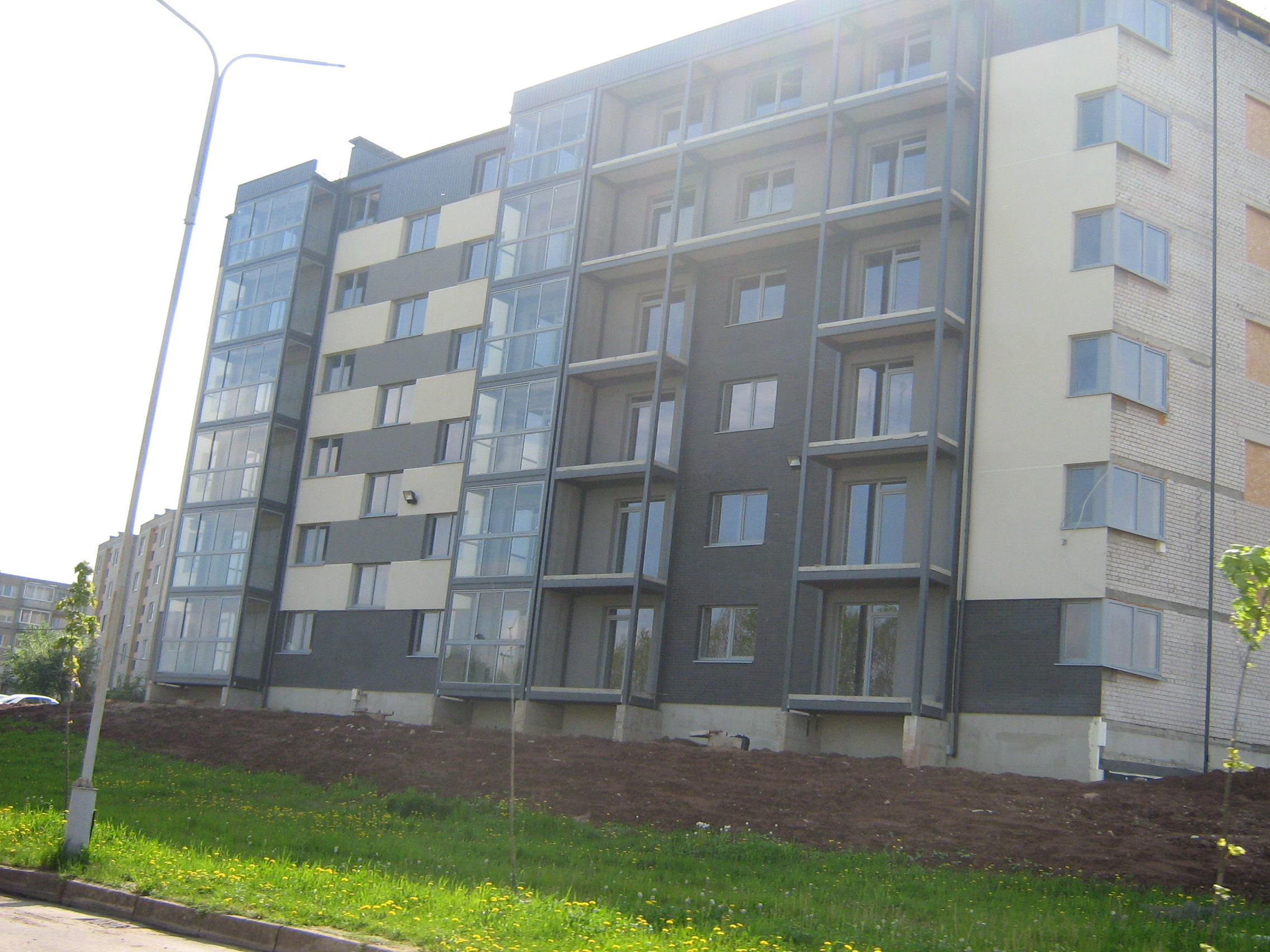
Neubauhaus in Rimkai
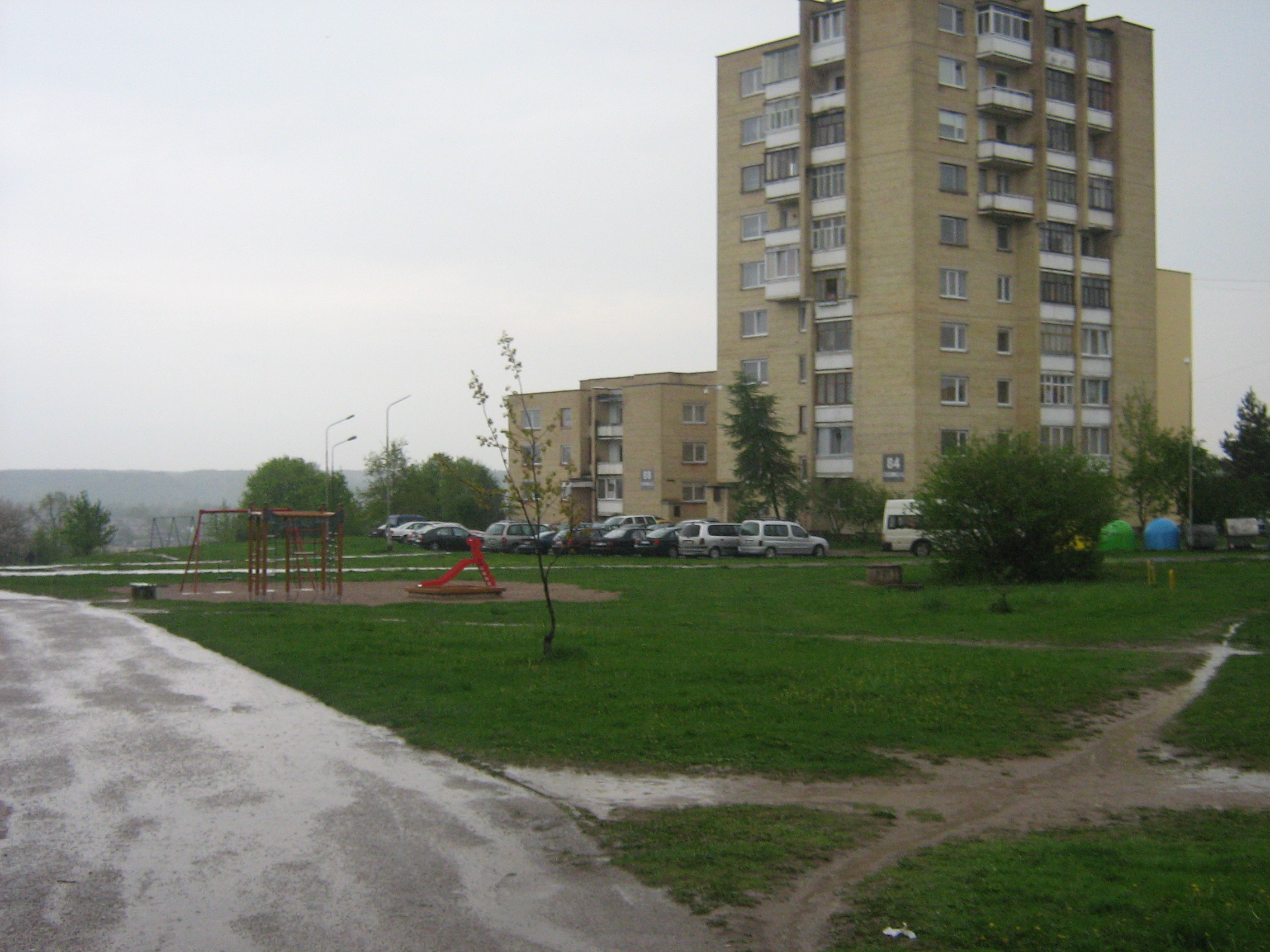
Sowjetzeit-Bauhaus in Rimkai